# Michael Bossy
Pour les articles homonymes, voir Bossy.
Temple de la renommée : 1991
Michael Dean Bossy, dit Mike Bossy (né le 22 janvier 1957 à Montréal dans la province de Québec au Canada et mort le 15 avril 2022 à Rosemère), est un joueur professionnel canadien de hockey sur glace qui évoluait au poste d'attaquant.

## Biographie
Détenteur de plusieurs records de la Ligue de hockey junior majeur du Québec (LHJMQ) avec le National de Laval, Mike Bossy fait ses débuts professionnels dans la Ligue nationale de hockey avec les Islanders de New York en étant choisi au premier tour du repêchage amateur de la LNH 1977. Il passe toute sa carrière dans la LNH au sein de cette équipe. Son chandail, le numéro 22, a été retiré par les Islanders.
Élu recrue de l'année (trophée Calder) après une saison record de 53 buts, il devient, le 24 janvier 1981, près de 36 ans après Maurice Richard, le deuxième joueur de la ligue à réussir 50 buts en 50 matchs. Cette même année, il participe au tournoi de Coupe Canada 1981, il fait aussi partie de la formation de Coupe Canada 1984. Ses formidables habiletés de marqueur (573 buts en 10 saisons) restent sa marque de commerce tout au long d'une carrière qui est également marquée par quatre conquêtes de la coupe Stanley (1980 à 1983). Des problèmes de dos le forcent à la retraite en 1987. On se souviendra de lui comme d'un joueur rapide et d'un excellent marqueur. Il est d'ailleurs considéré comme le joueur ayant les tirs du poignet les plus précis de la LNH. Dans sa carrière, il a marqué 60 buts ou plus 5 fois. À ce chapitre, il est à égalité avec Wayne Gretzky. Il est le seul joueur de la LNH à avoir obtenu 9 saisons consécutives de 50 buts et plus.
Ardent défenseur de la non-violence au hockey, il remporte à 3 reprises le trophée Lady Byng.
Analyste pour la chaîne TVA Sports, il annonce en octobre 2021 qu'il est atteint d'un cancer du poumon et qu'il doit cesser son activité télévisuelle pour se soigner. Il meurt de ce cancer le 15 avril 2022 à son domicile de Rosemère,.

### Vie privée
Mike Bossy est marié avec Lucie Creamer, la sœur de l'entraineur de hockey Pierre Creamer. Il a deux filles. 

## Hommages
Le trophée Michael-Bossy est remis par la Ligue de hockey junior majeur du Québec depuis 1980 pour récompenser le joueur ayant les meilleures chances de percer dans la Ligue nationale de hockey.
Le numéro 22 porté par Mike Bossy a été retiré par les Islanders de New York le 3 mars 1992.
En 1991, il est intronisé au Temple de la renommée du hockey.
En 2017, il est considéré comme un des 100 plus grands joueurs de son histoire par la LNH.

## Récompenses
- Trophée Calder : 1978
- Trophée Lady Byng : 1983, 1984, 1986
- Trophée Conn-Smythe : 1982
- Coupe Stanley : 1980, 1981, 1982, 1983
- Première équipe d'étoiles de la Ligue nationale de hockey : 1981, 1982, 1983, 1984, 1986
- Deuxième équipe d'étoiles de la Ligue nationale de hockey : 1978, 1979, 1985
- Match des étoiles de la Ligue nationale de hockey : 1978, 1980, 1981, 1982, 1983, 1985, 1986
- Coupe Canada  : 1984

## Statistiques
Pour les significations des abréviations, voir Statistiques du hockey sur glace.
| Saison     | Équipe                | Ligue      |     | Saison régulière | Saison régulière | Saison régulière | Saison régulière | Saison régulière |    | Séries éliminatoires | Séries éliminatoires | Séries éliminatoires | Séries éliminatoires | Séries éliminatoires |
| Saison     | Équipe                | Ligue      | PJ  | B                | A                | Pts              | Pun              | PJ               | B  | A                    | Pts                  | Pun                  |                      |                      |
| 1972-1973  | National de Laval     | LHJMQ      | 4   | 1                | 2                | 3                | 0                | 3                | 0  | 3                    | 3                    | 0                    |                      |                      |
| 1973-1974  | National de Laval     | LHJMQ      | 68  | 70               | 48               | 118              | 45               | 11               | 6  | 16                   | 22                   | 2                    |                      |                      |
| 1974-1975  | National de Laval     | LHJMQ      | 66  | 84               | 65               | 149              | 42               | 16               | 18 | 20                   | 38                   | 2                    |                      |                      |
| 1975-1976  | National de Laval     | LHJMQ      | 64  | 79               | 57               | 136              | 28               |                  |    |                      |                      |                      |                      |                      |
| 1976-1977  | National de Laval     | LHJMQ      | 61  | 75               | 51               | 126              | 12               | 7                | 5  | 5                    | 10                   | 12                   |                      |                      |
| 1977-1978  | Islanders de New York | LNH        | 73  | 53               | 38               | 91               | 6                | 7                | 2  | 2                    | 4                    | 2                    |                      |                      |
| 1978-1979  | Islanders de New York | LNH        | 80  | 69               | 57               | 126              | 25               | 10               | 6  | 2                    | 8                    | 2                    |                      |                      |
| 1979-1980  | Islanders de New York | LNH        | 75  | 51               | 41               | 92               | 12               | 16               | 10 | 13                   | 23                   | 8                    |                      |                      |
| 1980-1981  | Islanders de New York | LNH        | 79  | 68               | 51               | 119              | 32               | 18               | 17 | 18                   | 35                   | 4                    |                      |                      |
| 1981-1982  | Islanders de New York | LNH        | 80  | 64               | 83               | 147              | 22               | 19               | 17 | 10                   | 27                   | 0                    |                      |                      |
| 1982-1983  | Islanders de New York | LNH        | 79  | 60               | 58               | 118              | 20               | 19               | 17 | 9                    | 26                   | 10                   |                      |                      |
| 1983-1984  | Islanders de New York | LNH        | 67  | 51               | 67               | 118              | 8                | 21               | 8  | 10                   | 18                   | 4                    |                      |                      |
| 1984-1985  | Islanders de New York | LNH        | 76  | 58               | 59               | 117              | 38               | 10               | 5  | 6                    | 11                   | 4                    |                      |                      |
| 1985-1986  | Islanders de New York | LNH        | 80  | 61               | 62               | 123              | 14               | 3                | 1  | 2                    | 3                    | 4                    |                      |                      |
| 1986-1987  | Islanders de New York | LNH        | 63  | 38               | 37               | 75               | 33               | 6                | 2  | 3                    | 5                    | 0                    |                      |                      |
| Totaux LNH | Totaux LNH            | Totaux LNH | 752 | 573              | 553              | 1 126            | 210              | 129              | 85 | 75                   | 160                  | 38                   |                      |                      |

## Biographie
- (en) National Hockey League, Official Guide & Record Book / 2010, Triumph books, 2010, 664 p. (ISBN 978-1-60078-303-6)
- Ligue de hockey junior majeur du Québec, Guide 2011-2012 de la LHJMQ, 2011, 352 p. (lire en ligne)